# Buti
Buti is een gemeente in de Italiaanse provincie Pisa (regio Toscane) en telt 5566 inwoners (31-12-2004). De oppervlakte bedraagt 23,1 km², de bevolkingsdichtheid is 241 inwoners per km².

## Demografie
Buti telt ongeveer 2177 huishoudens. Het aantal inwoners steeg in de periode 1991-2001 met 4,4% volgens cijfers uit de tienjaarlijkse volkstellingen van ISTAT.
| Jaar | Inwoneraantal |
| ---- | ------------- |
| 1991 | 5201          |
| 2001 | 5431          |

## Geografie
De gemeente ligt op ongeveer 85 m boven zeeniveau.
Buti grenst aan de volgende gemeenten: Bientina, Calci, Capannori (LU), Vicopisano.

## Externe link

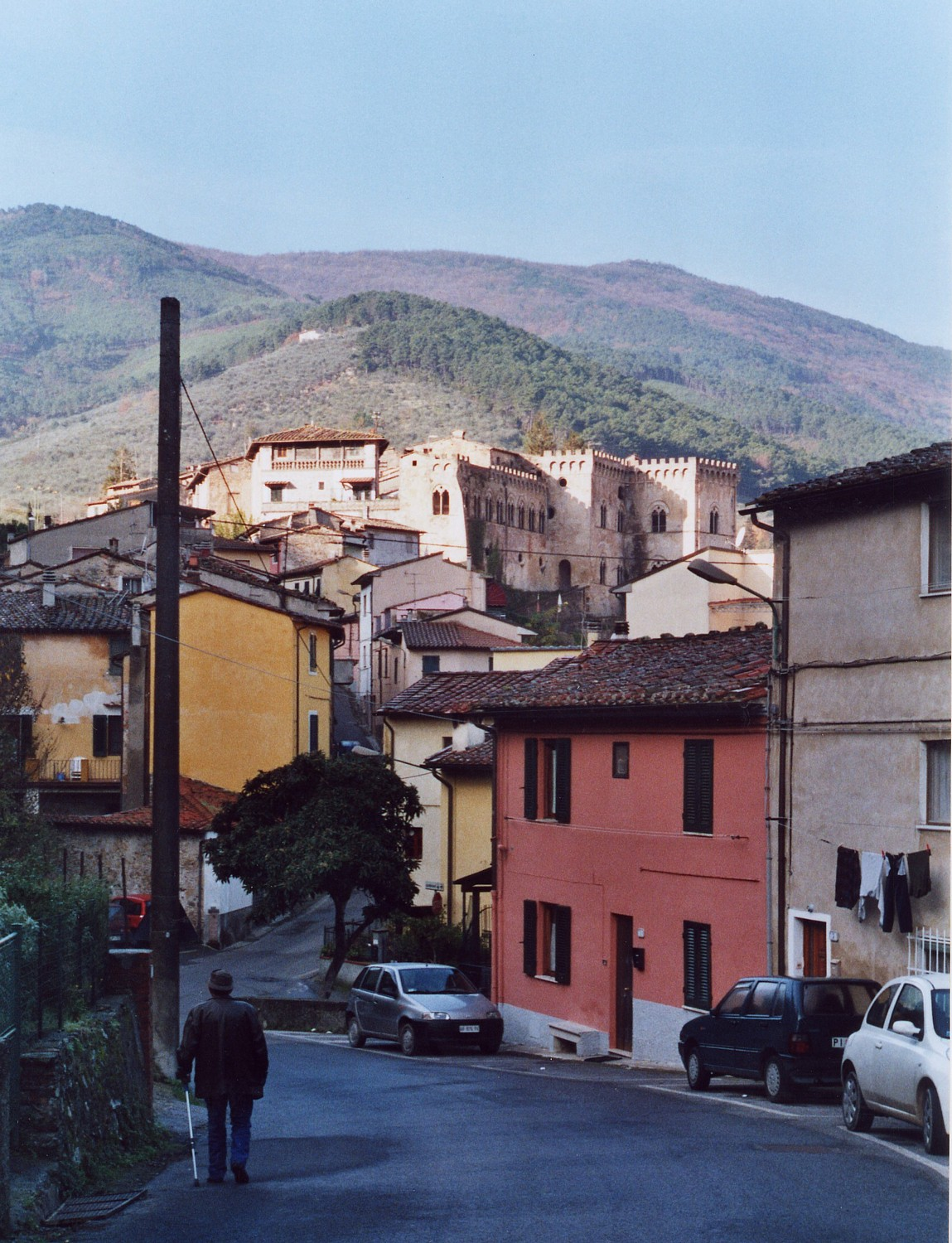
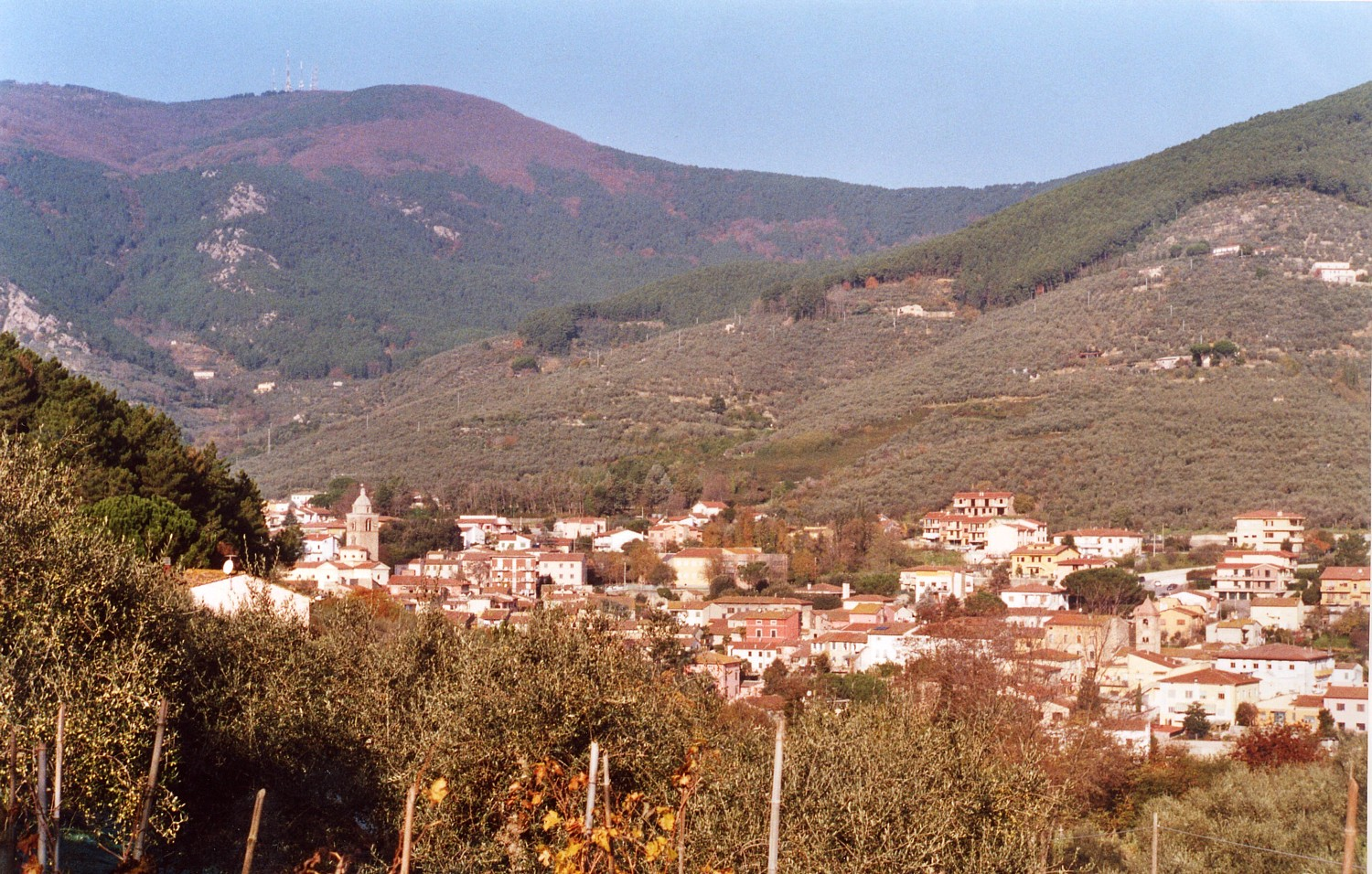
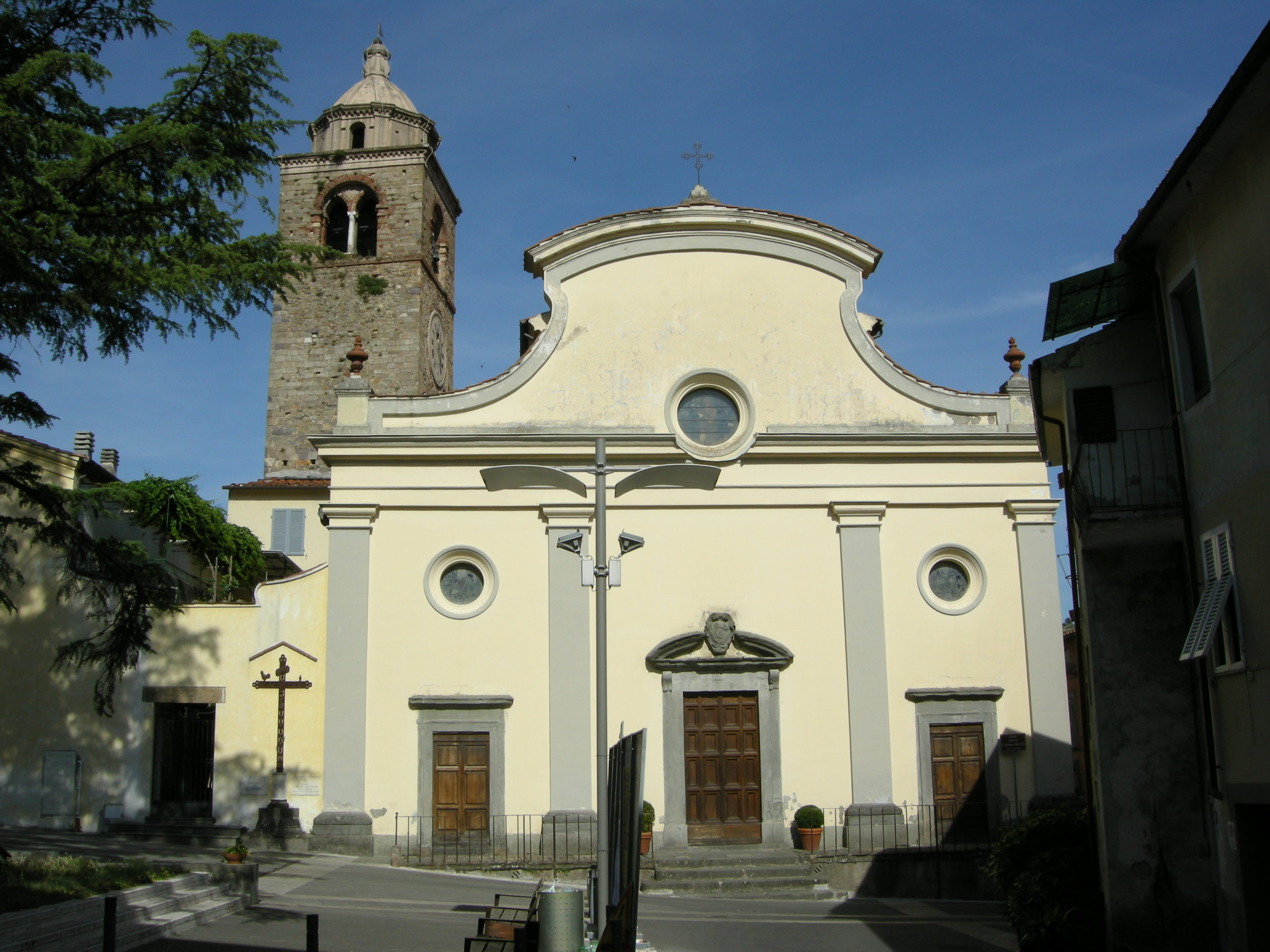
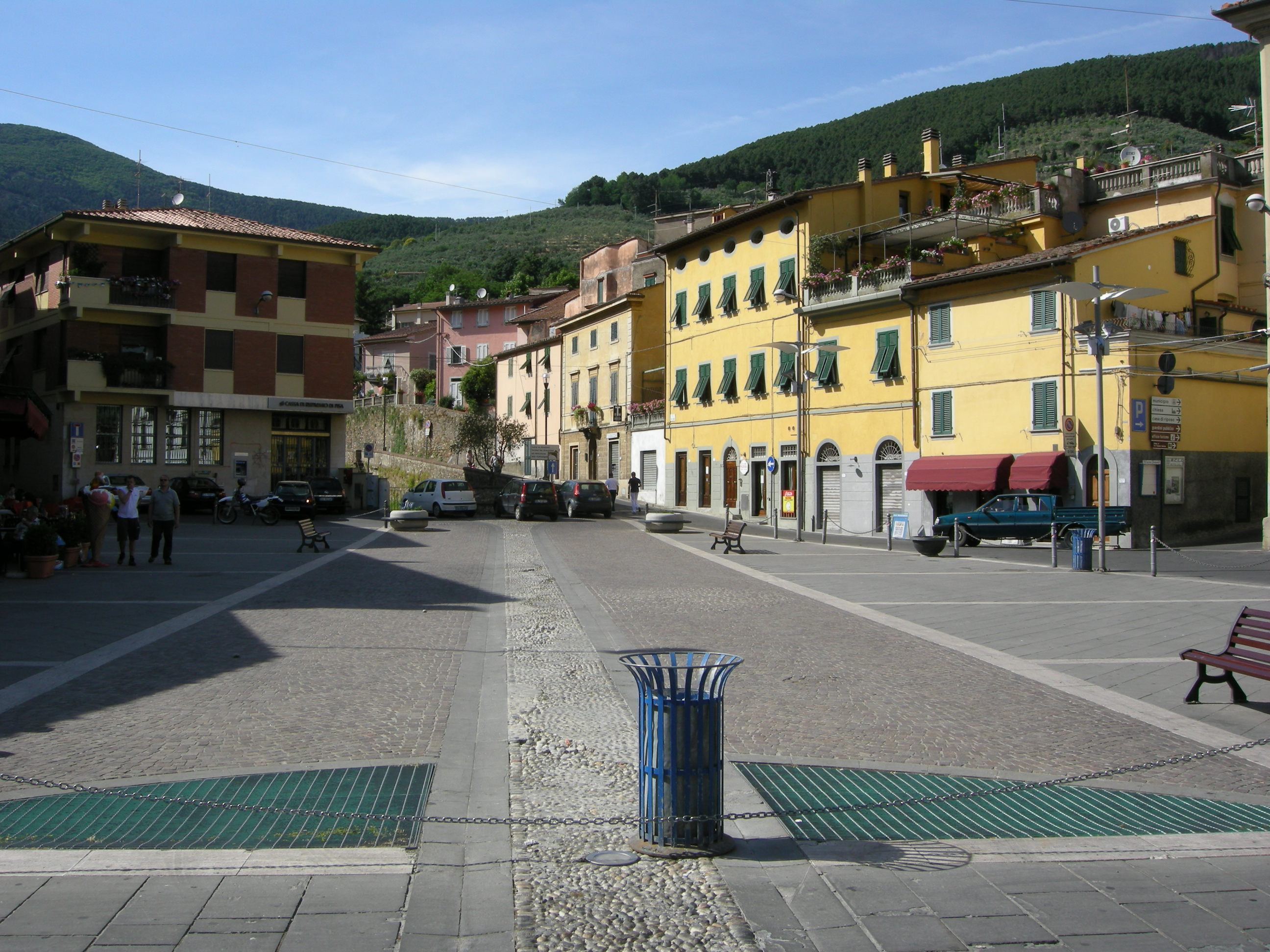
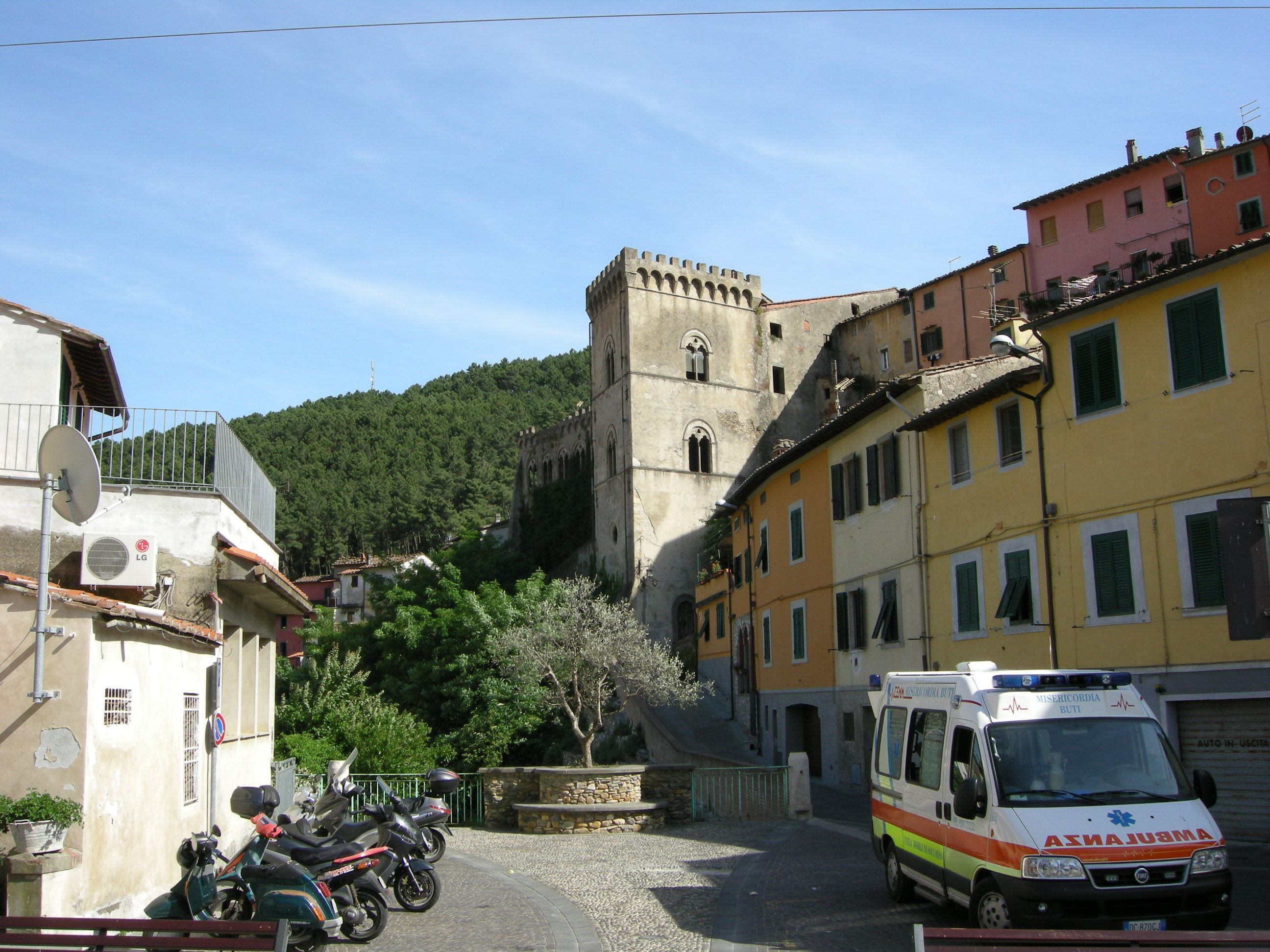